# Transformers universums
De Transformers universums zijn de universums uit de Transformers-serie.
Sinds de creatie van de Transformers laat in de jaren 70 en de vroege jaren 80 zijn verschillende verhalen geschreven. Deze verhalen spelen zich af in verschillende parallelle universums. Deze universums zijn erg gefragmenteerd; In het begin letten de schrijvers niet op continuïteit, het publiek was te jong om volledig verweven verhaallijnen te begrijpen. Later is dit aangepakt door de Japanse schrijvers en de schrijvers van de Dreamwave comics.

## Universums
De hoofduniversums zijn:

### Generation 1 (of G1)
- Originele Amerikaanse More than Meets the Eye serie (wordt G1 genoemd)
- The Transformers: The Movie (speelt zich af tussen seizoen 2 en 3 van de MTMTE cartoon)
- Beast Wars (speelt zich af in de prehistorie van Aarde, maar de Transformers in deze serie zijn afstammelingen van de originele G1 Transformers)
- Beast Machines (dezelfde cast als Beast Wars, maar speelt zich nu af op de Cybertron van de toekomst)
- Universe

### Japanse Generation 1 (of G1)
- Originele Amerikaanse More than Meets the Eye serie, zonder seizoen 4
- Transformers The Movie
- Japanse Follow-Up series: The Headmasters, Super-God Masterforce, Victory, Zone
- Beast Wars (NIET Beast Wars Neo)
- Beast Wars Returns (Beast Machines in Amerika, Europa en de landen in Azië waar Hasbro producten uitbrengt)

### Generation 1 mini-serie American Headmasters
- Een andere route dan de Japanse Headmasters, waarbij de Nebulons in de Transformers wonen.

### Marvel Comics Generation 1
- Inclusief de Nebulon verhaallijn
- Inclusief Liege Maximo and andere achtergrondverhalen

### Marvel Comics Generation 2 (G2)
- Zowel Marvel Comics Generation 1 en Generation 2 bestaan in het officiële Marvel Universum en nemen een andere weg dan de Japanse series in het vertellen van verschillende verhalen zoals het Powermaster proces.

### De Dreamwave G1 Comic Continuïteit
- Een erg gedetailleerde verhaallijn over de Transformers geschiedenis van voordat ze op aarde kwamen tot het heden, waarin de meeste G1 verhaallijnen een plaats krijgen en die probeert de problemen in het eerste universum te herstellen.

Inmiddels is Dreamwave failliet en nu heeft IDW de licentie.

### Het "Transformers: Robots in Disguise" Universum
Een compleet eigen universum zonder banden met andere verhaallijnen en universums. In deze versie is Optimus Prime een brandweerauto en Megatron/Galvatron een draak. Scourge is de leider van de Decepticons en is in robot mode Optimus' lichaam.

### De Unicron Trilogie
- Transformers: Armada
- Transformers: Energon
- Transformers: Cybertron

Let wel: in Japan wordt de derde serie als een losse serie gezien zonder banden met Armada en Energon. In de Amerikaanse nasynchronisatie wordt Cybertron wel als deel van de trilogie gezien.

### Japanese Standalone Verhalen Universum
- Beast Wars Neo, etc.

## Oorzaken problemen
De redenen voor continuïteitsproblemen zijn verschillend. Soms nam de marketingafdeling een verhaal compleet over (dit gebeurt nog steeds), en verschillende schrijvers kregen complete controle over hun werk. Ook veranderden geregeld de speelgoedlijnen waardoor oude personages verdwenen en nieuwe erbij kwamen. Tevens werd het op den duur lastiger om bij nieuwe verhalen rekening te houden met de gebeurtenissen uit oudere verhalen, en was het makkelijker om een nieuw alternatief universum te maken waarin de voorgaande verhalen nooit hadden plaatsgevonden.

## Verschillen
Verschillen in de universums bevatten onder andere:
- Verschillende afkomsten van de planeet Cybertron (gevormd door Primus (Marvel Comics G1) of gevormd door de Quintessons (More Than Meets The Eye))
- Verschillende afkomsten van de Headmasters (Nebulons in More Than Meets The Eye, een subset van Transformers in de Japanse "Headmasters" serie)
- Binnen de G1 MTMTE series, verschillende afkomsten van de Constructicons (maken Megatron, daarna gemaakt DOOR Megatron)
- De plotselinge verschijning van zeer belangrijke onderdelen voor het verhaal zoals de Autobot Matrix van het Leiderschap, de sleutel tot Vector Sigma, de sleutel tot de Plasma Energy Chamber, die allemaal werden geïntroduceerd in de Dreamwave Comics verhaallijn.
- De manier waarop Optimus Prime gemaakt werd (herbouwd van Orion Pax door Alpha Trion (MTMTE), of geëvolueerd van Optronix in de Dreamwave comics serie)

Dreamwave, als de huidige houder (2004) van de comic/boeken licentie, heeft het op zich genomen om de Transformers series aan te passen voor jonge volwassenen en om een diepere verhaallijn in te brengen, waardoor het Generation One universum een geheel wordt in plaats van een gefragmenteerde groep verhalen.

## De IDW G1 Comic Continuïteit
De IDW serie bestaat uit verschillende mini-series die samen een groot verhaal vormen.
Dat zijn:
- Infiltration, de eerste serie van IDW bestaande uit 6 delen (7 als je een inleidend nummer 0 meetelt) en gaat over de Transformers op aarde. Optimus Prime komt hier niet in voor en Megatron komt pas tegen het einde in beeld.
- Stormbringer, dit verhaal speelt zich tijdens Infiltration af op Cybertron. Optimus Prime, Jetfire en de Wreckers moeten Cybertron verdedigen tegen krachtige Thunderwing.

In dit verhaal wordt veel verteld over de geschiedenis van Cybertron. Ook zien we dat Cybertron niet meer bewoond wordt na het vorige gevecht met Thunderwing dat de planeet in ruïnes achter liet.
- Escalation, het huidige verhaal (2006/2007). Gaat verder na Infiltration. Optimus Prime is nu wel aanwezig en er zullen meer Autobots bij komen.
- Spotlight, losstaande verhalen over individuele Transformers. De losse verhalen dienen ook als achtergrondinformatie voor de hoofdserie Infiltration/Escaltion. Tot nu toe zijn er Spotlights geweest van Shockwave, Nightbeat, Hot Rod en Six Shot. Gepland zijn Ultra Magnus en Galvatron
- Devastation, het volgende deel na Escalation.